# Pražský výběr

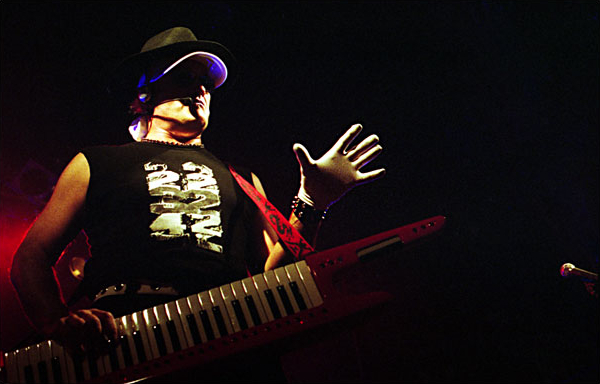
Michael Kocáb

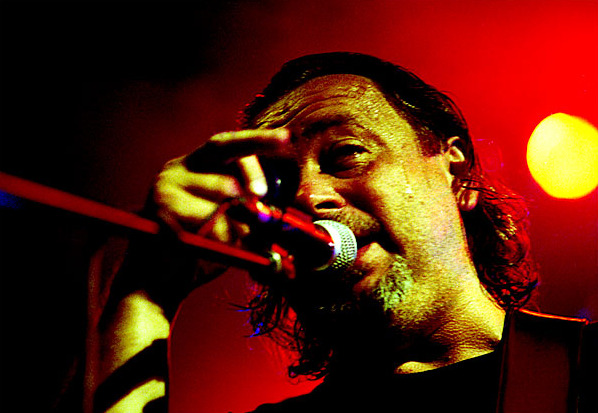
Michal Pavlíček

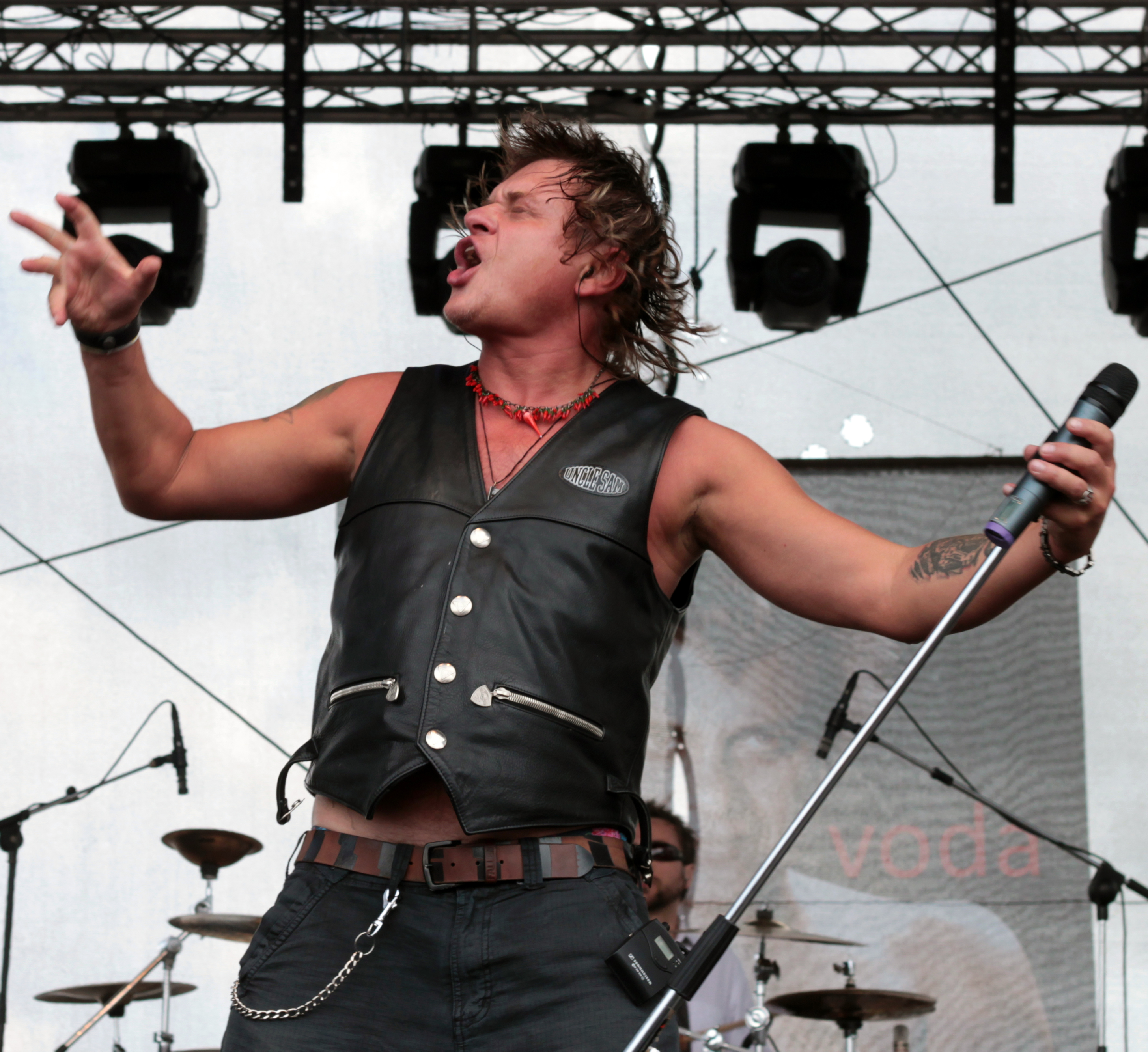
Vilém Čok

Pražský výběr ist eine tschechische Rockband. Sie entstand 1976 als Jazzrock-orientierter Ableger der Prager Big Band. Nach einigen Umbesetzungen bestand sie ab 1981 aus dem Sänger und Keyboarder Michael Kocáb, dem Gitarristen Michal Pavlíček, dem Bassisten Vilém Čok und dem Schlagzeuger Jiří Hrubeš.

## Bandgeschichte
In den 1980er Jahren wurde die vierköpfige Combo zu einer der populärsten tschechoslowakischen Bands. Durch den Einfluss des Rockgitarristen Pavlíček wandelte sich ihr Stil zum Hardrock, mit Anleihen aus New Wave und Punk. Die offizielle Karriere in der kommunistischen Ära war aber nur kurz: 1982 drehte Regisseur Juraj Herz den Experimentalfilm Straka v hrsti (die Elster in der Hand), für den Pražský výběr den Soundtrack lieferte. Der Film wurde sofort verboten, und die Band erhielt ein fünfjähriges Auftrittsverbot. Auch das gleichnamige Album konnte zunächst nur im Untergrund auf Magnetbändern verbreitet werden. Die Titelmusik der TV-Kinderserie Die Besucher aus dem Jahre 1983 wurde von Pražský výběr nach einer Komposition von Karel Svoboda eingespielt.
Kurz vor der Samtenen Revolution tauchte die Band – zeitweise unter dem verkürzten Namen Výběr und mit Klaudius Krišpín als neuem Drummer – wieder in der Öffentlichkeit auf. 1987 erschien das zweite Studioalbum, 1988 wurde die Platte Straka v hrsti auch offiziell veröffentlicht. 1992 folgte das Live-Album Adieu C. A., Mitschnitt eines Konzertes zum Abzug der Roten Armee, auf dem auch Frank Zappa als Gaststar auftrat. Obwohl die Gruppe weiter bestehen blieb, verfolgten alle Mitglieder parallel eigene Solo- und Bandprojekte und Michael Kocáb trat darüber hinaus eine Karriere als Parlamentsabgeordneter an.
Nachdem es 2006 zum Bruch zwischen Frontmann Kocáb und Gitarrist Pavlíček gekommen war, gründeten Kocáb und Schlagzeuger Krišpín zusammen mit dem Bassmann Richard Scheufler, der Sängerin Zlata Kinská und dem Gitarristen Glenn Proudfoot die Band Pražský výběr II, die von 2006 bis 2009 zusammenblieb. Für deren Stil verwendete Kocáb die Arbeitsbezeichnung techno-punk-metal.
Das vorläufig letzte Kapitel in der Bandgeschichte bildete die Comeback-Tournee im Herbst des Jahres 2012, für die sich Kocáb, Pavlíček, Čok und die beiden Drummer Hrubeš und Krišpín zusammenfanden.

## Diskografie

### Studioalben
- 1978: Žízeň (Panton)
- 1987: Výběr (Supraphon)
- 1988: Pražský výběr (Straka v hrsti) (Panton)
- 1997: Běr (Bonton)

### Live-Alben
- 1992: Adieu C.A. (Art Production K)
- 2005: Beatová síň slávy (Columbia)

### Kompilationen
- 1995: Komplet (Bonton)
- 1998: Tango Ropotámo (Bonton)
- 1999: Habaděj (Bonton)
- 2005: Beatová síň slávy (Columbia)

### Singles
- 1977: Vyznání / Ondřej
- 1982: Komu se nelení – tomu se ženění / Já se mám, že je Olda přítel můj (Panton)

### Weitere Veröffentlichungen
- 1984: Pražákum, těm je tu hej (unter dem Pseudonym Elektrovox)
- 1985: Hledám dům holubí (EP Soundtrack, ohne Nennung des Bandnamens)